# 格雷南
格雷南（法語：Gréning，法語發音：[ɡʁenɛ̃]；洛林法兰克语：Greninge）是法国摩泽尔省的一个市镇，属于福尔巴克-布莱摩泽尔区。

## 地理
格雷南（48°58'20"N, 6°50'37"E）面积2.78 平方千米，位于法国大東部大區摩泽尔省，该省份为法国东北部内陆省份，是洛林的一部分，西南接默尔特-摩泽尔省，东临下莱茵省，北与卢森堡和德国接壤。
与格雷南接壤的市镇（或旧市镇、城区）包括：埃利梅尔、莱南、内兰、小唐坎。

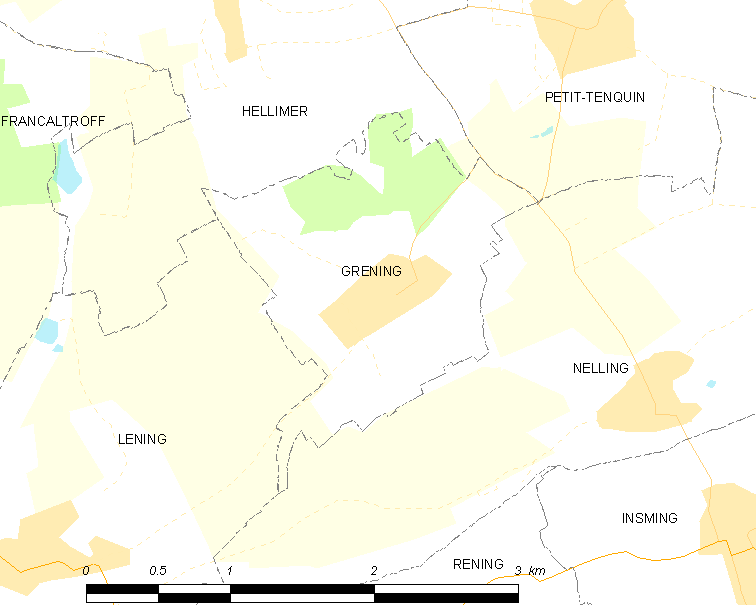
格雷南的OSM定位图

格雷南的时区为UTC+01:00、UTC+02:00（夏令时）。

## 行政
格雷南的邮政编码为57660，INSEE市镇编码为57258。

## 政治
格雷南所属的省级选区为萨拉尔布县。

## 人口

1962-2008年间格雷南人口变化图示

格雷南于2022年1月1日时的人口数量为112人。